# あのちゃんねる
『あのちゃんねる』は、2020年10月6日からテレビ朝日で断続的に放送されているバラエティ番組で、あのの初の冠番組。

## 概要
若手スタッフが手掛ける『バラバラ大作戦』内でも最もキャリアの浅い入社5年目（2020年当時）の小山テリハがプロデュースを手掛け、自身も元地下アイドルであったことから、既存のアイドル像を独特の感性で突き破るアイドル・あのを番組ホストに抜擢。
あのが食レポなど様々なバラエティー企画に挑戦するほか、クリエイティビティも見せていく。小山自身も「対談相手」として出演する。
2020年10月6日（5日深夜）に『バラバラ大作戦』月曜第3部の番組として放送を開始したが、2021年9月28日（27日深夜）に一度放送を終了した。
2022年1月30日からはCSテレ朝チャンネル1にて『にゅーあのちゃんねる』として放送された。単発特別番組で同年7月27日の第3回で最終回となった。
2023年3月14日からはテレビ朝日のYouTubeチャンネル『動画、はじめてみました』で新作が定期的に更新されている。
2023年10月15日にはテレビ朝日で特別番組として放送された。
2024年10月1日（9月30日深夜）からテレビ朝日の火曜 0:45 - 1:20枠（月曜深夜）の番組として地上波レギュラー放送を再開。TVer・ABEMA等での見逃し配信も実施されている。

## 出演者
- あの

## ネット局と放送時間

### 第1期
| 放送対象地域 | 放送局           | 系列           | 放送日時                     | ネット状況 | 備考 |
| ------------ | ---------------- | -------------- | ---------------------------- | ---------- | ---- |
| 関東広域圏   | テレビ朝日（EX） | テレビ朝日系列 | 火曜 2:36 - 2:56（月曜深夜） | 制作局     |      |

### 第2期
| 放送対象地域 | 放送局              | 系列           | 放送日時                     | ネット状況 | 備考   |
| ------------ | ------------------- | -------------- | ---------------------------- | ---------- | ------ |
| 関東広域圏   | テレビ朝日（EX）    | テレビ朝日系列 | 火曜 0:45 - 1:20（月曜深夜） | 制作局     |        |
| 長野県       | 長野朝日放送（abn） | テレビ朝日系列 | 火曜 0:45 - 1:20（月曜深夜） | 同時ネット | [ 13 ] |
| 熊本県       | 熊本朝日放送（KAB） | テレビ朝日系列 | 火曜 0:45 - 1:20（月曜深夜） | 同時ネット | [ 14 ] |
| 山口県       | 山口朝日放送（yab） | テレビ朝日系列 | 木曜 0:15 - 0:50（水曜深夜） | 遅れネット | [ 15 ] |
| 沖縄県       | 琉球朝日放送（QAB） | テレビ朝日系列 | 日曜 14:50 - 15:25           | 遅れネット | [ 16 ] |

## 音楽
主題歌
「デリート」
作詞 - あの / 作曲 - TAKU INOUE / 歌 - ano

## スタッフ

### 第2期
- 構成：町田裕章、植田将崇、関野樹、木村友香、淺井しおり
- CAM：久世大輔
- 音声：伊東駿
- MA：松田直起
- 音効：田尻夕
- 美術進行：奥田裕美
- デザイン：谷口絵梨果
- 大道具：小田切友紀
- 電飾：竹内遥
- 照明：森口花菜
- CG：上原彩
- アートディレクション：KLOKA、森田あずさ
- 編成：宇喜多宏美、北見駿也
- 宣伝：石田京子
- コンテンツ：荒木美住
- 技術協力：スウィッシュ・ジャパン、テレビ朝日クリエイト、東京オフラインセンター
- 制作協力：D.Walker
- AP：井伊毬乃
- AD：荒井奎人
- ディレクター：梶原貴裕、小川祐矢、大角勇貴、後藤孝道、田中大和
- プロデューサー：雨宮雄太（オフィスぼくら）
- 演出：金成吾（GOLD）
- プロデューサー・ディレクター：小山テリハ
- ゼネラルプロデューサー：小島健嗣
- エグゼクティブプロデューサー：加地倫三
- 制作：テレビ朝日ソリューション本部コンテンツ編成局第1制作部
- 制作著作：テレビ朝日

### 第1期
- 構成：町田裕章、植田将崇
- CAM：佐藤厚誠
- MA：大杉樹里杏
- 音効：古屋睦、田尻夕
- 美術進行：入江大介
- CG：長谷川大、上原彩
- アートディレクション：KLOKA、森田あずさ
- 編成：新谷拓也、小宮立千（共に2021年8月2日 - ）
- 宣伝：岸田慎介
- コンテンツ：荒木美住
- 技術協力：スウィッシュ・ジャパン、テレビ朝日クリエイト、TSP、D.Walker、東京オフラインセンター
- 衣装協力：ENKEL
- AP：海老沢まどか（D.Walker）
- ディレクター：金成吾、松本（旧姓：近藤）夏、野尻由紀子、有賀響平
- プロデューサー・ディレクター：小山テリハ
- ゼネラルプロデューサー：小島健嗣（2021年8月2日 - ）
- エグゼクティブプロデューサー：加地倫三
- 制作：テレビ朝日ソリューション本部コンテンツ編成局第1制作部
- 制作著作：テレビ朝日

### 過去のスタッフ
- AUD：川越夏菜
- MA：須藤幹成
- 編成：田中真由子、久保田春記（久保田→途中から）
- 動物協力：ZOO動物プロ
- ディレクター：丸山耕弥